# Magistralni put 16
Die Magistralni put 16 ist eine Bundesstraße in Serbien. Sie verbindet die kroatische Državna cesta D212 mit der Magistralni put 15 bei der Stadt Bezdan. Die Bundesstraße ist Teil der Europastraße E662.